# Schoonaarde
Schoonaarde település a belgiumi Flandria régióban, Kelet-Flandria tartományban található. 1977-ben a települést összevonták a szomszédos Dendermonde városával. Schoonaarde a Schelde folyó partján fekszik, és híd köti össze a túlparti Berlare településsel. Schoonaarde lakossága 2.136 fő (1975-ös adat), területe 5.64 km.

## Története
A település első említése a 15. századból származik, amikor egy kápolna épült a faluban (az Onze-Lieve-Vrouw der Zeven Weeën). A 18. sz.-ban a szomszédos falu, Wichelen segédlelkésze lakott a kápolnában. Csak 1844-ben vált külön Schoonaarde Wichelen-től, mind közigazgatásilag, mind egyházilag.

## Látnivalók
Az Onze-Lieve-Vrouw van Zeven Weeën 1857-ben épült a korábbi kápolna helyére. A templom tornyát 1964-ben le kellett bontani, mert szerkezetileg meggyengült és majdnem összeomlott. 1980-ban épült fel a jelenlegi torony, amely az eredetinél jóval alacsonyabb.